# Wilhelm Friedrich Gintl
Wilhelm Friedrich Gintl, född 4 augusti 1843 i Wien, död 26 februari 1908 i Prag, var en österrikisk kemist; son till Julius Wilhelm Gintl.
Gintl blev 1870 professor i kemi vid tyska Polytechnikum i Prag. Han publicerade en mängd artiklar i flera vetenskapliga tidskrifter och utgav tillsammans med Friedrich Kick den nya upplagan av Karl Karmarschs och Friedrich Heerens "Technisches Wörterbuch" (från 1874). Från 1878 var han representant i böhmiska lantdagen.